# Arrondissement Ambert
Das Arrondissement Ambert ist ein Verwaltungsbezirk im Département Puy-de-Dôme in der französischen Region Auvergne-Rhône-Alpes. Hauptort (Unterpräfektur) ist Ambert.

## Geschichte
Am 4. März 1790 wurde mit der Gründung des Départements Puy-de-Dôme auch ein District d’Ambert gegründet, der im Wesentlichen mit dem heutigen Arrondissement übereinstimmte. Aus dem Distrikt wurde mit der Gründung der Arrondissements am 17. Februar 1800 das Arrondissement Ambert.
Vom 10. September 1926 bis zum 1. Juni 1942 war das Arrondissement aufgelöst, das Gebiet gehörte in dieser Zeit zum Arrondissement Thiers.

## Geographie
Das Arrondissement grenzt im Norden an das Arrondissement Thiers, im Osten an das Arrondissement Montbrison im Département Loire, im Süden an die Arrondissements Le Puy-en-Velay und Brioude im Département Haute-Loire, im Westen an das Arrondissement Issoire und im Nordwesten an das Arrondissement Clermont-Ferrand.
Das Arrondissement untergliedert sich in zwei Kantone:
- Kanton Ambert
- Kanton Les Monts du Livradois (mit 28 von 38 Gemeinden)

## Gemeinden
Die Gemeinden des Arrondissements Ambert sind:
| 1. Aix-la-Fayette (63002)              | 2. Ambert (63003)                      | 3. Arlanc (63010)                  | 4. Auzelles (63023)                 |
| 5. Baffie (63027)                      | 6. Bertignat (63037)                   | 7. Beurières (63039)               | 8. Brousse (63056)                  |
| 9. Le Brugeron (63057)                 | 10. Ceilloux (63065)                   | 11. Chambon-sur-Dolore (63076)     | 12. Champétières (63081)            |
| 13. La Chapelle-Agnon (63086)          | 14. La Chaulme (63104)                 | 15. Chaumont-le-Bourg (63105)      | 16. Condat-lès-Montboissier (63119) |
| 17. Cunlhat (63132)                    | 18. Domaize (63136)                    | 19. Doranges (63137)               | 20. Dore-l’Église (63139)           |
| 21. Échandelys (63142)                 | 22. Églisolles (63147)                 | 23. Fayet-Ronaye (63158)           | 24. La Forie (63161)                |
| 25. Fournols (63162)                   | 26. Grandrif (63173)                   | 27. Grandval (63174)               | 28. Job (63179)                     |
| 29. Marat (63207)                      | 30. Marsac-en-Livradois (63211)        | 31. Mayres (63218)                 | 32. Medeyrolles (63221)             |
| 33. Le Monestier (63230)               | 34. Novacelles (63256)                 | 35. Olliergues (63258)             | 36. Saillant (63309)                |
| 37. Saint-Alyre-d’Arlanc (63312)       | 38. Saint-Amant-Roche-Savine (63314)   | 39. Saint-Anthème (63319)          | 40. Saint-Bonnet-le-Bourg (63323)   |
| 41. Saint-Bonnet-le-Chastel (63324)    | 42. Saint-Clément-de-Valorgue (63331)  | 43. Saint-Éloy-la-Glacière (63337) | 44. Saint-Ferréol-des-Côtes (63341) |
| 45. Saint-Germain-l’Herm (63353)       | 46. Saint-Gervais-sous-Meymont (63355) | 47. Saint-Just (63371)             | 48. Saint-Martin-des-Olmes (63374)  |
| 49. Saint-Pierre-la-Bourlhonne (63384) | 50. Saint-Romain (63394)               | 51. Saint-Sauveur-la-Sagne (63398) | 52. Sainte-Catherine (63328)        |
| 53. Sauvessanges (63412)               | 54. Thiolières (63431)                 | 55. Tours-sur-Meymont (63434)      | 56. Valcivières (63441)             |
| 57. Vertolaye (63454)                  | 58. Viverols (63465)                   |                                    |                                     |

Der Hauptort Ambert ist mit 6556 Einwohnern (Stand 1. Januar 2022) die größte Gemeinde.

## Neuordnung der Arrondissements 2017

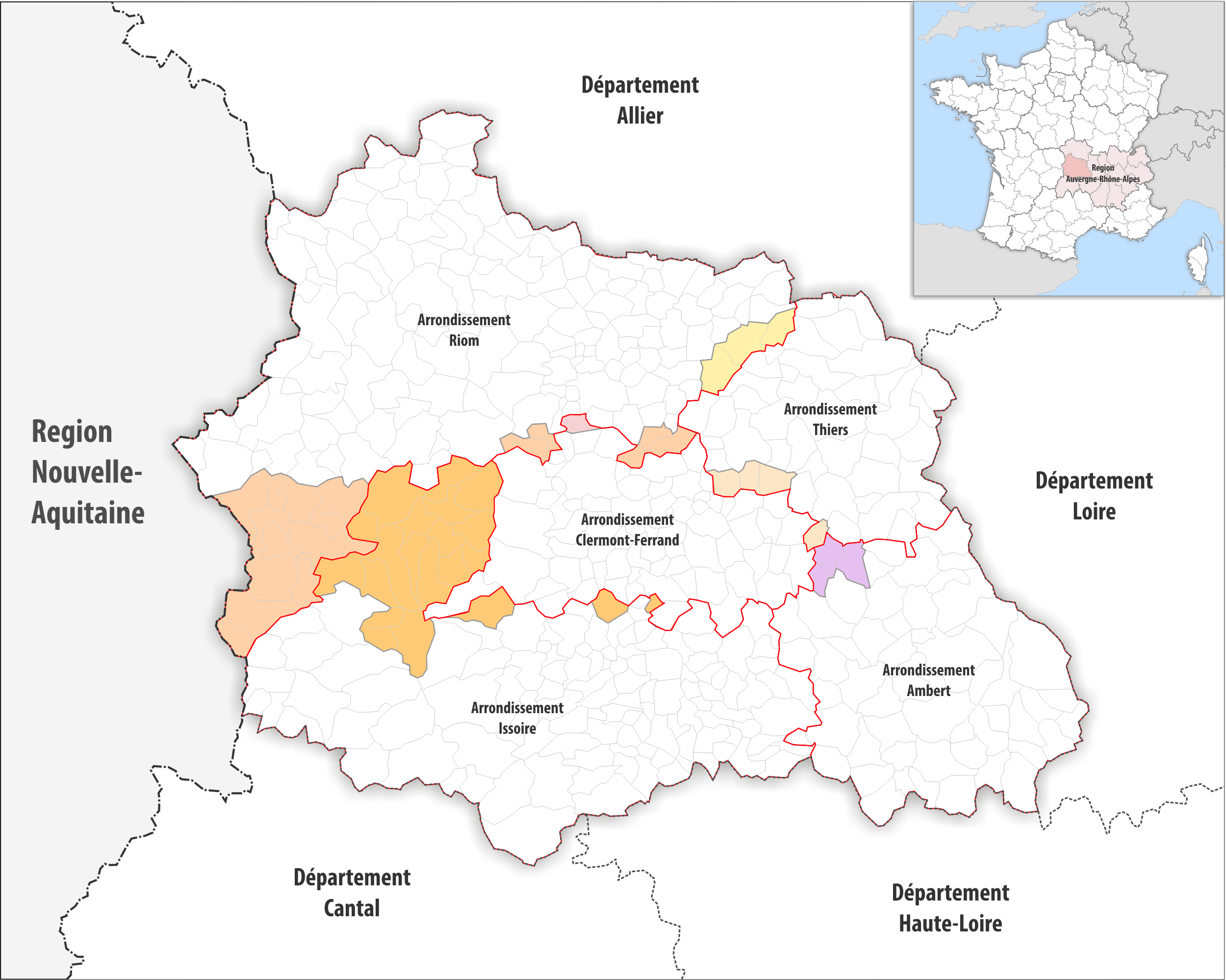
Arrondissementsanpassungen im Jahr 2017

Durch die Neuordnung der Arrondissements im Jahr 2017 wurden die 3 Gemeinden Ceilloux, Domaize und Tours-sur-Meymont aus dem Arrondissement Clermont-Ferrand dem Arrondissement Ambert zugewiesen.